# Cal Calvet (Bellvís)
Cal Calvet és un monument del municipi de Bellvís (Pla d'Urgell) inclòs en l'Inventari del Patrimoni Arquitectònic de Catalunya.

## Descripció
Edifici de transició entre el modernisme i el noucentisme, construït entre el 1920 i el 1921 per l'arquitecte Ignasi de Villalonga i Casañes. Es tracta d'un habitatge unifamiliar aïllat, de base quadrangular. Disposa de celler a sobre del qual s'aixequen la planta baixa, el pis principal i les golfes.

## Decoració de la façana
Allò que més atreu, destaca i singularitza aquest habitatge són els elements decoratius, centrats principalment a la façana principal i la cornisa, ondulant i trencada, que la remata. Aquesta línia de cornisa es repeteix en la planta baixa, tot remarcant el sòcol i el perfil de la portada.
La resta d'ornaments són les garlandes florals, d'estuc, que emmarquen els finestrals de la façana, i que també trobem idèntiques a l'edifici Cal Comabella de Balaguer, també obra d'Ignasi de Villalonga i que es va construir durant la mateixa època.
La llosana del balcó i l'ampit de la finestra superior reposen en cartel·les escalonades i s'ornamenten amb un fris ceràmic.